# Palazzo Vimanmek
Palazzo Vimanmek (in lingua thai: พระที่นั่งวิมานเมฆ, RTGS: Phra Ti Nang Wimanmek, letteralmente: Residenza reale Vimanmek) è un museo e un ex palazzo reale di Bangkok, in Thailandia. È il più grande edificio al mondo costruito in teak e fu la residenza del re Rama V dal 1901, anno dell'inaugurazione, al 1906, quando il sovrano si trasferì nell'attigua Villa Ambara.

## Storia

### Prima costruzione a Ko Sichang
Buona parte del legno con cui fu costruito il palazzo proveniva dalla Residenza reale Mundhat Ratanaroj, parte del complesso Chudhadhuj fatto costruire nel 1893 da re Rama V (regno dal 1868 al 1910) a Ko Sichang, un'isola situata 12 km al largo delle coste della provincia di Chonburi, nella Thailandia dell'Est. Grazie alla sua aria salubre, l'isola era stata scelta dal precedente re Rama IV (regno dal 1851 al 1868) come soggiorno per le proprie vacanze, malgrado il monarca dormisse a bordo di una nave ormeggiata nelle vicinanze. Negli anni successivi divenne un importante porto mercantile e continuò ad essere frequentata dai membri della famiglia reale anche durante il regno di Rama V, figlio e successore di Rama IV. Divenne il luogo dove i reali andavano in convalescenza quando si ammalavano dopo che il principe Vajiravudh, che sarebbe succeduto al padre Rama V con il nome reale Rama VI, fu mandato a Ko Sichang per ristabilirsi da una malattia.
Furono fatti costruire edifici destinati ad ospitare la famiglia reale e nel 1893 la regina consorte di Rama V, Saovabha Bongsri, in avanzato stato di gravidanza, si trasferì nell'isola. In luglio la regina diede alla luce il principe Chudhadhuj Dharadilok. In suo onore il complesso di edifici prese il nome di Palazzo Chudhadhuj e in agosto fu iniziata la costruzione della Residenza Mundhat Ratanaroj, eseguita con legno teak. Pochi mesi dopo, le navi da guerra dei colonialisti dell'Indocina francese bloccarono il fiume Chao Phraya e l'accesso di Bangkok al mare, minacciando di bombardare la città in quella che è conosciuta come la guerra franco-siamese. I francesi costrinsero così Rama V a cedere loro il controllo sui regni laotiani che i siamesi esercitavano da circa un secolo. Il soggiorno della famiglia reale a Ko Sichang fu considerato un rischio, Palazzo Chudhadhuj fu abbandonato e la Residenza Mundhat Ratanaroj non fu mai completata.

### Ricostruzione come palazzo reale a Bangkok
Nel 1897, Rama V acquistò dei terreni agricoli situati alcuni chilometri a nord del Grande Palazzo Reale di Bangkok e, con l'intenzione di costruirvi una nuova residenza, ne fece il parco Dusit, poi ribattezzato Palazzo Dusit. Il Grande Palazzo Reale era surriscaldato, sovraffollato e si trovava circondato da diversi edifici; il sovrano intese quindi fare costruire le nuove abitazioni reali in una zona circondata da un grande parco. Una delle prime che fece costruire a Palazzo Dusit fu proprio il Palazzo Vimanmek. Fece smontare il legno della Residenza Mundhat Ratanaroj a Ko Sichang e ordinò che fosse ricostruita a Dusit con il nome Vimanmek. Affidò il progetto al proprio fratello, il principe Naris, noto nel Paese per la sua competenza anche in altri ambiti artistici, e i lavori ebbero inizio nel 1900.
Il palazzo fu inaugurato il 27 marzo 1901 ed il sovrano vi trasferì la propria residenza. Aveva prevalentemente una funzione abitativa e il sovrano concedeva udienze ufficiali nella Sala del trono Abhisek Dusit, che fece costruire nelle immediate vicinanze nel 1904. L'ingresso al palazzo era riservato alle sole femmine ad eccezione della torre ottagonale, dove si trovavano le stanze del Re ed a cui potevano accedere anche i maschi ma da un ingresso diverso. Rama V mantenne la residenza nel Palazzo Vimanmek fino al 1906, quando si spostò nella vicina Villa Ambara, un ulteriore nuovo edificio eretto in stile occidentale. Alla sua morte, nel 1910, l'edificio fu chiuso e i membri della casa reale che ancora vi abitavano si trasferirono nel Grande Palazzo Reale.

### Utilizzi successivi
Verso la fine del regno di Rama VI (1910-1925), il sovrano permise alla propria consorte, la regina Indrasakdi Sachi, di vivere al Palazzo Vimanmek. Alla morte del marito, nel 1925, la regina si trasferì in un altro palazzo del parco Dusit. Durante il regno di Rama VII (1925-1935), Vimanmek fu usato esclusivamente come magazzino della famiglia reale. Nel 1982, in occasione del bicentenario della fondazione di Bangkok, la regina Sirikit, consorte di re Rama IX, ottenne il permesso di far ristrutturare Vimanmek. Da allora, il palazzo è diventato un museo alla memoria di Rama V.

## Descrizione
Vimanmek si trova nella zona nordovest del Palazzo Dusit, nome che prese il complesso del parco Dusit. È immerso nel verde ed è circondato da canali e da edifici ad esso collegati. Tra questi vi sono l'ex Sala del trono Abhisek Dusit, trasformata in museo di arte tradizionale thai, e il Museo nazionale dell'elefante reale, che in passato ospitava i preziosi elefanti bianchi del re. La costruzione del piano terra del Palazzo Vimanmek è stata realizzata in mattoni e cemento, mentre i piani superiori sono stati costruiti esclusivamente in teak, assemblato senza l'uso di alcun chiodo o vite. L'estetica è influenzata dallo stile coloniale in voga a quei tempi.
La pianta è a forma di "L" con entrambe le ali lunghe 60 metri e la larghezza di circa 15. Alla fine dell'ala ovest è stata costruita una torre ottagonale, sensibilmente più larga e con un piano in più del resto dell'edificio composto dal piano terra e due piani superiori. In totale vi sono 71 stanze, delle quali solo una parte sono accessibili al pubblico. L'elegante arredo interno è un misto tra lo stile siamese e quello a quei tempi moderno in Occidente. Rama V, da grande innovatore quale fu, volle dotare il palazzo di diverse comodità tipiche dell'Occidente, come la prima sala da bagno inserita all'interno di un palazzo in Siam, ed altre innovazioni europee come una macchina da scrivere modificata con i tasti a caratteri thailandesi. Altri oggetti conservati a Vimanmek furono personalmente portati da Rama V che li aveva acquistati durante le sue visite in Europa.

## Visite turistiche
Come in molti luoghi religiosi o legati alla monarchia thailandese, l'ingresso al museo del Palazzo Vimanmek è a pagamento ed è consentito a condizione che l'abbigliamento sia conforme al regolamento, che prevede siano ad esempio usati pantaloni lunghi dagli uomini e le donne non presentino scollature vistose. Nel caso di abbigliamento non conforme, i visitatori vengono forniti di sarong per coprire le parti del corpo eccessivamente in vista. Le scarpe vanno lasciate in appositi armadietti al piano terra. In altri armadietti chiusi a chiave vanno lasciate borse, macchine fotografiche e telefoni cellulari. Le fotografie non sono consentite e viene richiesto di parlare a voce bassa. Regolamenti, orari di visita e tariffe di entrata si trovano sul sito internet del palazzo.

## Galleria d'immagini

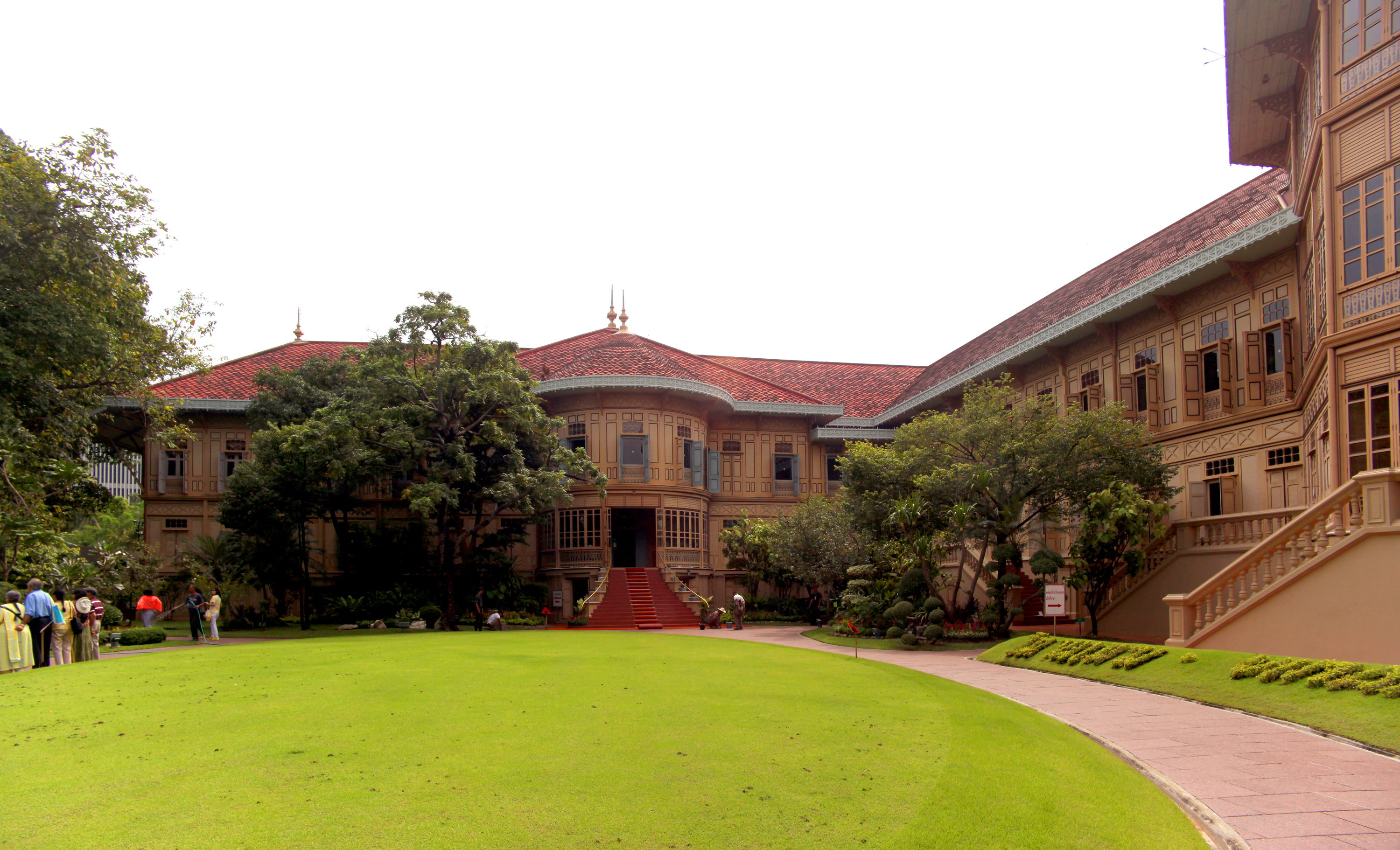
Ingresso principale e facciata ovest
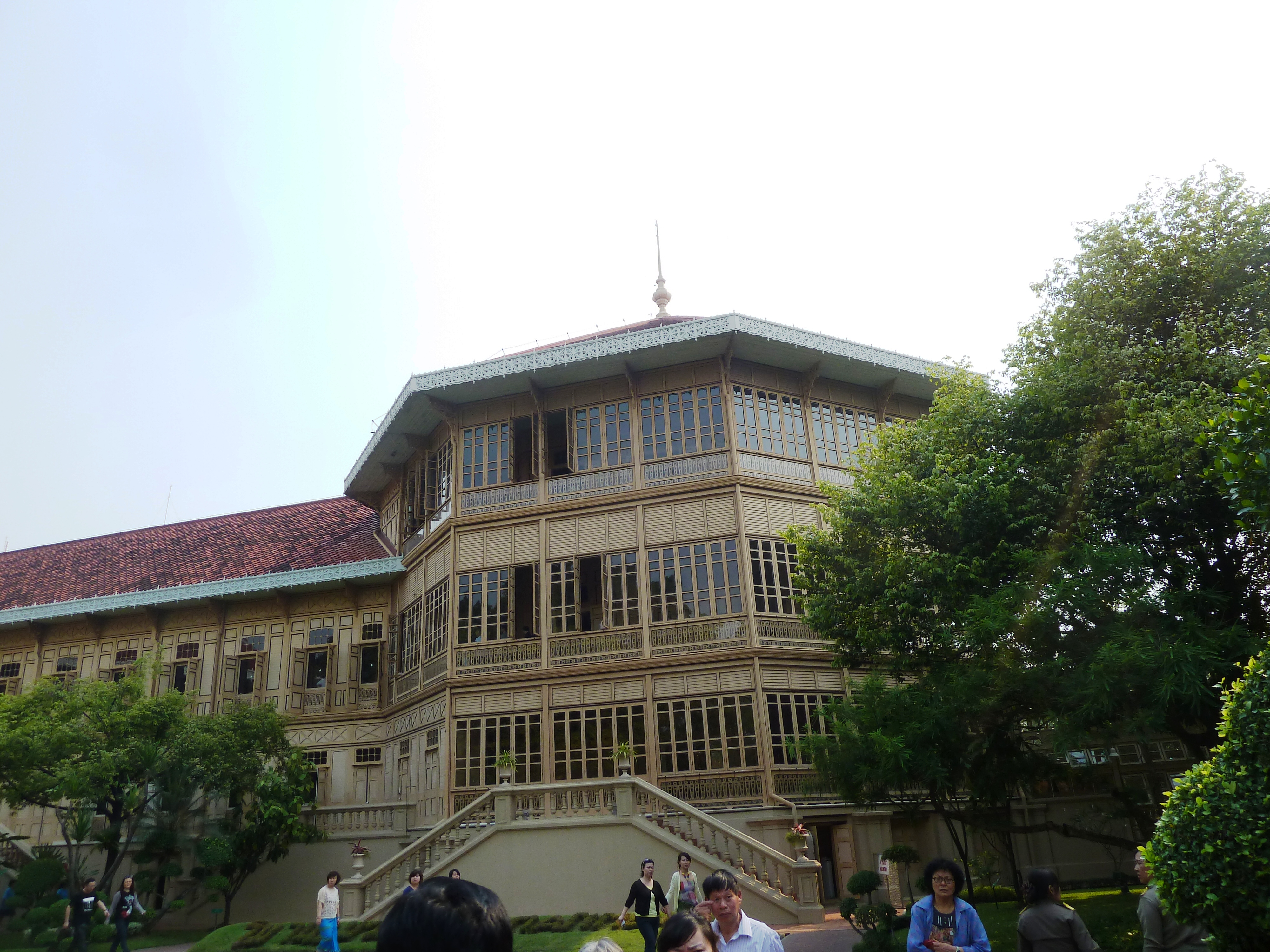
Ala ovest
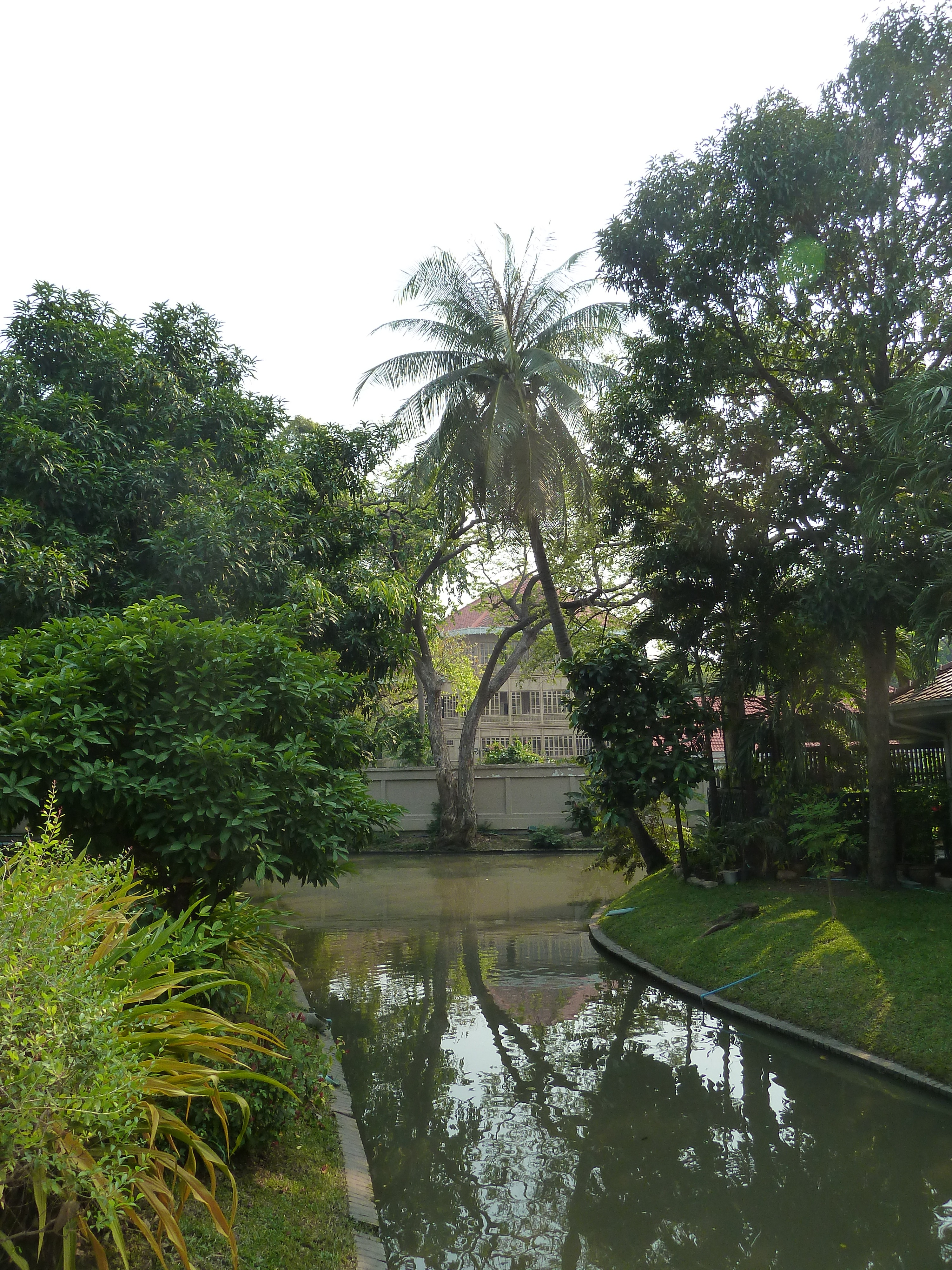
Canale che circonda il palazzo
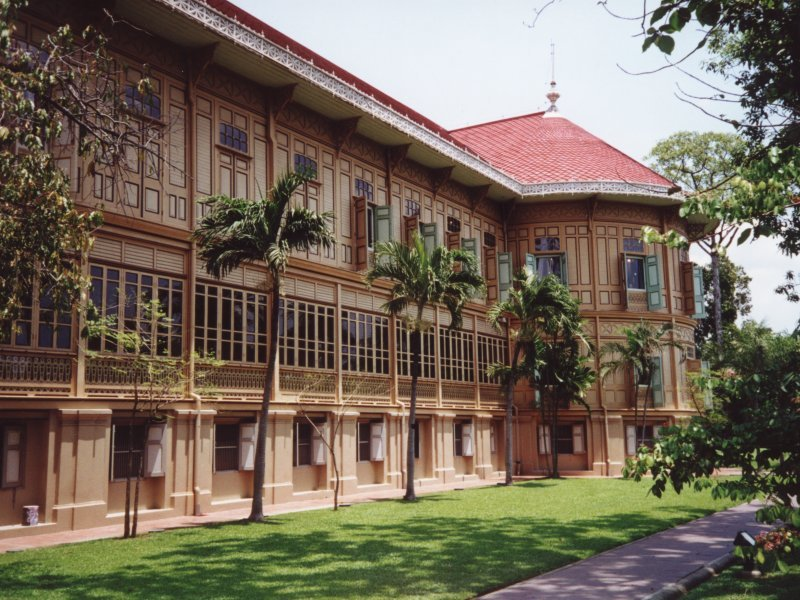
Facciata nord
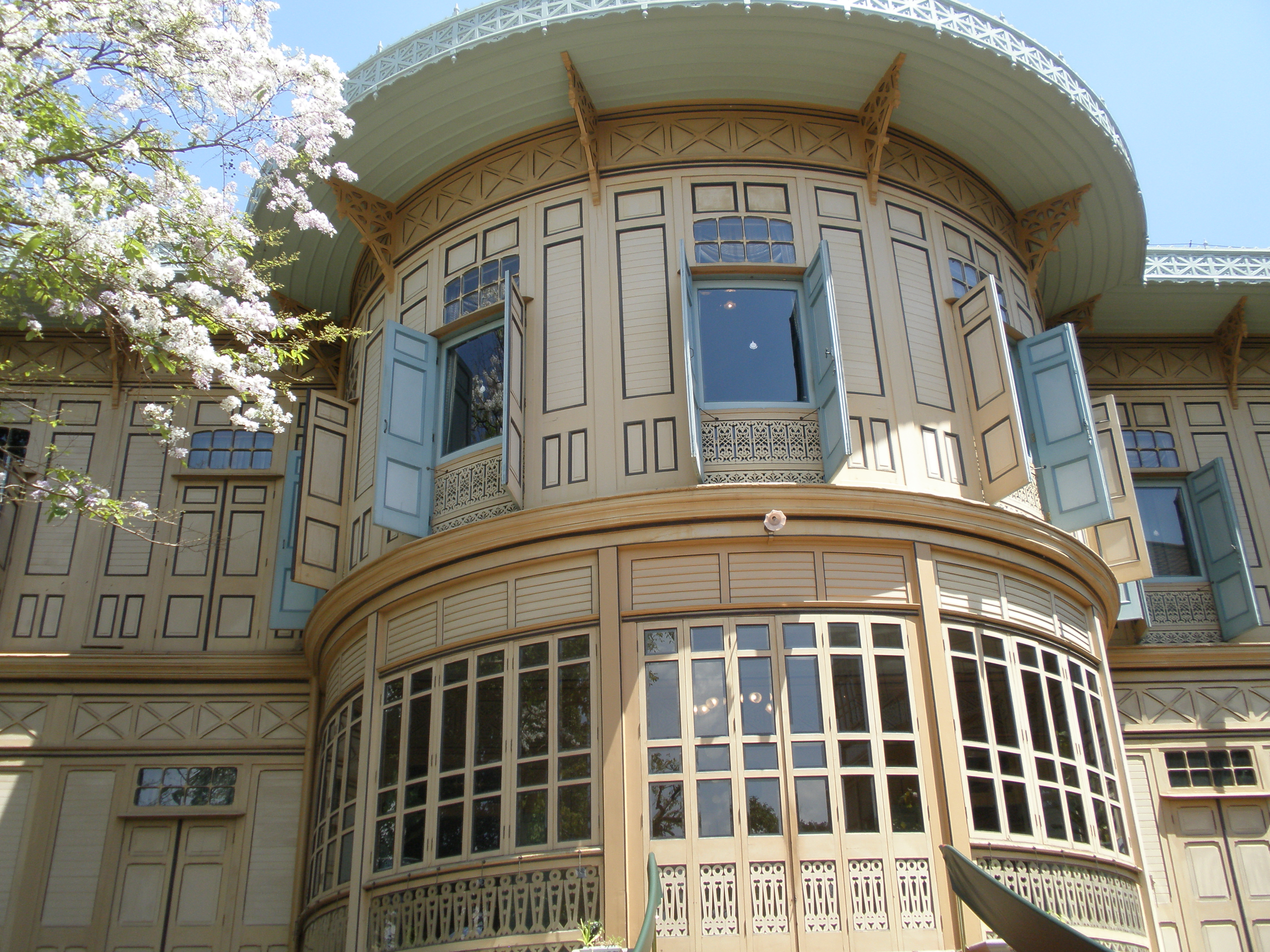
Particolare della facciata est
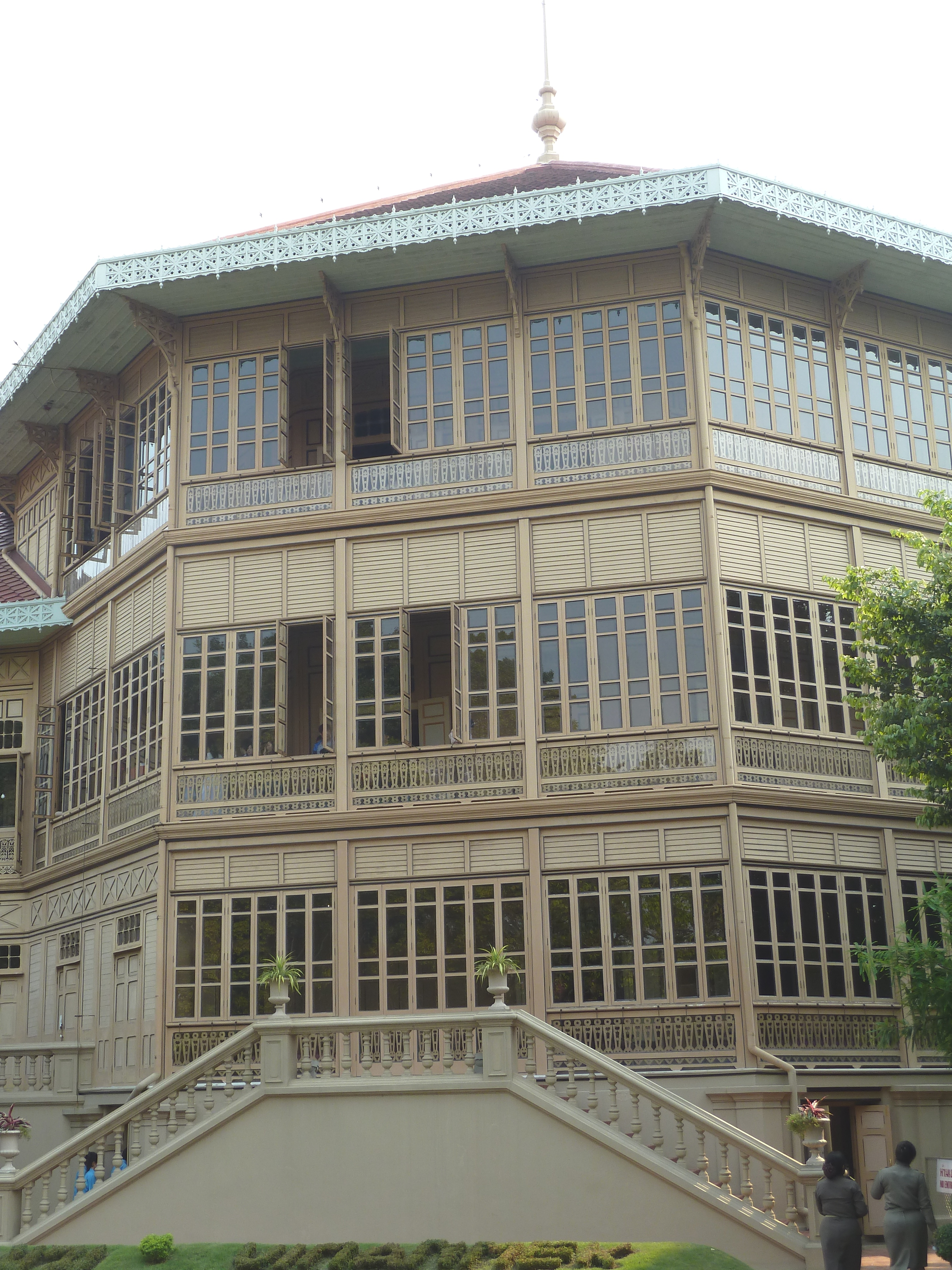
Torre ottagonale
Pianta di Palazzo Dusit e ubicazione di Palazzo Vimanmek
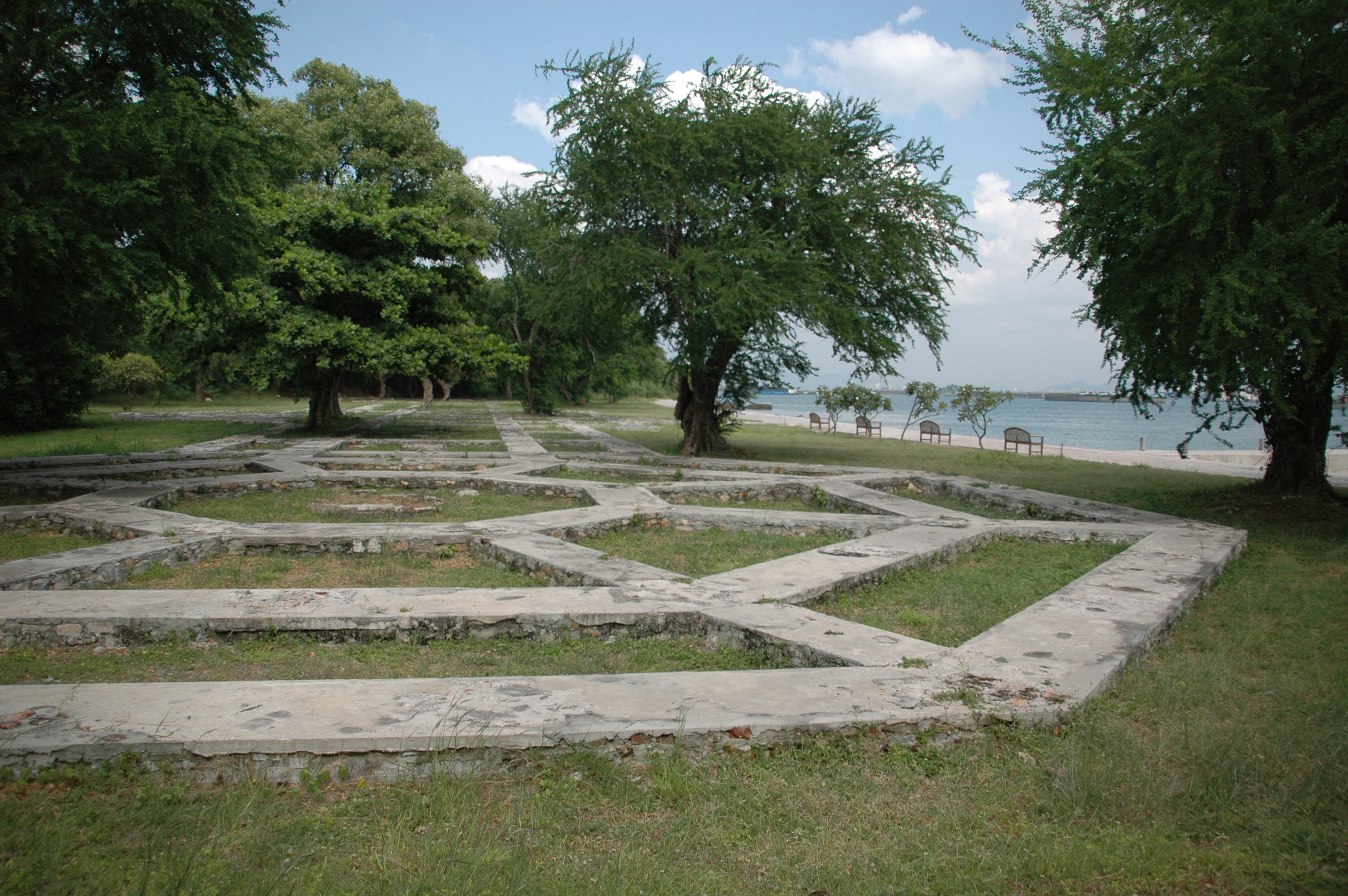
Sito su cui sorgeva il palazzo originale a Ko Sichang